# Kakegurui
Kakegurui (japonsky 賭ケグルイ) je japonská manga, kterou píše Homura Kawamoto a ilustruje Tóru Naomura. Je pravidelně vydávána od března 2014 v časopise Gekkan Gangan Joker společnosti Square Enix. Od září 2015 je ve stejném časopise publikována vedlejší, prequelová, manga Kakegurui –Twins–.
Studio MAPPA vytvořilo anime seriál, který byl vysílán od července do září 2017. Druhá řada Kakegurui ×× byla vysílána mezi lednem až březnem 2019. Japonský hraný seriál měl premiéru v roce 2018. Seriály jsou mimo Japonsko zveřejňované na službě Netflix.
V Severní Americe vydalo anglický překlad mangy nakladatelství Yen Press.

## Děj

### Zasazení
Příběh se odehrává na Hjakkově soukromé akademii, elitní střední škole, kterou navštěvují děti z nejvíce bohatých a vlivných rodin. Na akademii však panuje přísná hierarchie. Postavení v ní určuje to, jak dobře umí student hrát hazardní hry, nikoliv to, zdali je sportovně a intelektuálně nadaný. Studenti jsou hodnoceni podle toho, kolik dluží studentské radě, což vytváří složitý systém hazardních her, ve kterém studenti vsází i své životy. Ti, co vyhrávají, získávají prestiž a popularitu a ti, co prohrávají, se dostávají do dluhů a postupně se z nich stávají „domácí zvířátka“, otroci. V závislosti na jejich pohlaví dostávají modré nebo růžové psí obojky a je pak na členovi studentské rady, jakou jim zvolí přezdívku. Studenti (zvířátka), kteří nezaplatí své dluhy do maturity, obdrží „životní plán“, který jim určuje jejich budoucnost a splácení dluhů svými životy.

### Příběh
Studentka druhého ročníku Jumeko Džabami je na prvního pohled krásnou, veselou a inteligentní středoškolačkou, uvnitř je však kompulzivní hráčkou hazardních her. Nehraje jako ostatní studenti pro peníze nebo pro postavení ve společnosti, ale o vzrušení, které se jí hraním dostavuje. Hraje bez ohledu na pravidla nebo logiku a dokáže prohlédnout skrze podvody. Narušuje hierarchii ve škole a tím tak na sebe upozorňuje studentskou radu, která se jí horečně snaží zničit.

## Média

### Mangy
Mangu Kakegurui píše Homura Kawamoto a ilustruje Tóru Naomura. Je pravidelně vydávána od 22. března 2014 v časopise Gekkan Gangan Joker společnosti Square Enix. Square Enix vydává mangu v samostatných svazcích. První z nich vyšel 22. října 2014 a zatím poslední, v pořadí třináctý, 22. června 2020.
V roce 2015 bylo na konvenci Anime Expo nakladatelstvím Yen Press oznámeno, že se manga dočká anglického překladu.

#### Spin-offy
Vedlejší sérii, jejíž název zní Kakegurui –Twins– (japonsky 賭ケグルイ 双－ツイン－, Kakegurui –cuin–) a zaměřuje se na postavu Mary Saotome z hlavního příběhu, ilustruje Kei Saiki. Je publikována od 21. září 2015 v časopise Gekkan Gangan Joker. Yen Press mangu licencoval.
Kakegurui (kakkokari) (japonsky 賭ケグルイ（仮）) je čtyř panelovou komediální mangou, kterou ilustruje Taku Kawamura. Je serializovaná v Gekkan Gangan Joker, a to od 22. prosince 2016.
V pořadí třetím spin-offem je manga Kakegurui Midari (japonsky 賭ケグルイ 妄}). Jejím ilustrátorem je Júiči Hiiragi. Studentka Midari Ikišima je hlavní postavou příběhu. Manga byla publikována mezi 21. únorem 2017 a 19. květnem 2020 v aplikaci Manga UP! společnosti Square Enix. Ten jí zároveň vydal ve čtyřech svazích.

### Anime
Produkční společností anime seriálu je MAPPA. Byl premiérově vysílán od 1. července do 23. září 2017 na televizních stanicích Tokyo MX, MBS a dalších. Režisérem seriálu je Júičiró Hajaši, scenáristkou Jasuko Kobajaši a o design postav se postaral Manabu Akita. TECHNOBOYS PULCRAFT GREEN-FUND jsou skladateli hudby. Úvodní znělku „Deal with the Devil“ nazpívala Tia. Skupina D-selections stojí za závěrečnou znělkou „LAYon-theLINE“. První řada je složena ze 12 dílů. Mimo Japonsko se o distribuci seriálu stará služba Netflix, přičemž společnost Anime Limited vydává díly ve Spojeném království a Irsku na DVD a Blu-ray discích.
Druhá řada byla pod názvem Kakegurui ×× vysílána od 8. ledna do 26. března 2019 na stanicích MBS, TV Aiči a dalších. Na řadě pracoval stejný produkční řád a postavy namluvilo původní herecké obsazení. Kijoši Macuda režíroval řadu po boku Júičira Hajašiho. JUNNA nazpívala úvodní znělku „Kono jubi tomare“ (japonsky コノユビトマレ). Závěreční znělkou se stala opět píseň od skupiny D-selections, a to „AlegriA“. Druhá řada čítá 12 epizod. Netflix jí mimo Japonsko premiérově uvedl 13. července 2019.

### Drama
Produkce hraného seriálu byla oznámena 21. listopadu 2017. Měl premiéru 14. ledna 2018 na televizní stanici MBS a o dva dny později, tedy 16. ledna 2018, v programovém bloku Dramaism stanice TBS. Úvodní znělkou se stala píseň „Iči ka bači ka“ (japonsky 一か八か) zpěvačky Re:versed, přičemž hlavní znělkou seriálu je píseň „Strawberry Feels“ od BIGMAMA. Na režisérské křeslo usedl Cutomu Hanabusa. V květnu 2018 byl seriál zveřejněn na streamovací službě Netflix. Dohromady byly natočeny dvě řady, druhá z nich měla premiéru na jaře 2019.
Režisérem filmového pokračování je Cutomu Hanabusa. Na scénáři pracoval Hanabusa a Minato Takano. Minami Hamabe (Jumeko Džabami) a Mahiro Takasugi (Rjóta Suzui) se navrátili do svých rolí. Film byl v japonských kinech uveden 3. května 2019. Druhý film by měl být vydán v roce 2021.

## Přijetí
K únoru 2019 bylo prodáno více než 5 milionů kopií svazků mangy.